# Gare de La Taye
La gare de La Taye est une gare ferroviaire française de la ligne de Chartres à Bordeaux-Saint-Jean. Elle est située sur le territoire de la commune de Saint-Georges-sur-Eure, dans le département d'Eure-et-Loir, en région Centre-Val de Loire.
C'est une halte voyageurs de la Société nationale des chemins de fer français (SNCF), desservie par des trains du réseau TER Centre-Val de Loire qui effectuent des missions entre Chartres et Brou ou Courtalain - Saint-Pellerin.

## Situation ferroviaire
Établie à 146 mètres d'altitude, la gare de La Taye est située au point kilométrique (PK) 96,891 de la ligne de Chartres à Bordeaux-Saint-Jean, entre les gares ouvertes de Lucé et de Bailleau-le-Pin.

## Fréquentation
De 2015 à 2023, selon les estimations de la SNCF, la fréquentation annuelle de la gare s'élève aux nombres indiqués dans le tableau ci-dessous.
| Année     | 2015   | 2016   | 2017   | 2018   | 2019   | 2020  | 2021  | 2022   | 2023  |
| --------- | ------ | ------ | ------ | ------ | ------ | ----- | ----- | ------ | ----- |
| Voyageurs | 13 670 | 13 412 | 13 316 | 11 314 | 10 950 | 8 999 | 9 605 | 13 116 | 8 898 |

## Service des voyageurs

### Accueil
Halte SNCF, c'est un point d'arrêt non géré (PANG) à entrée libre.

### Desserte
La Taye est desservie par des trains TER Centre-Val de Loire qui effectuent des missions entre Chartres et Brou ou Courtallain - Saint-Pellerin.

### Intermodalité
Un parc pour les vélos et un parking pour les véhicules sont aménagés.